# Gran Premio Industrie del Marmo
Der Gran Premio Industrie del Marmo ist ein italienisches Eintagesrennen im Straßenradsport.
Start- und Zielort ist Carrara in der Provinz Massa-Carrara (Region Toskana). Der Wettbewerb wird seit 1988 ausgetragen und war bis 2004 Amateuren vorbehalten. Seit 2005 ist das Eintagesrennen  Teil der UCI Europe Tour in der Kategorie 1.2.

## Sieger
| Jahr | Gewinner                | Zweiter               | Dritter             |
| ---- | ----------------------- | --------------------- | ------------------- |
| 1988 | Davide Perona           | Andrea De Mitri       | Davide Brotini      |
| 1989 | Giuseppe Geraci         | Sergio Previtali      | Marco Silvestri     |
| 1990 | Massimo Donati          | Maurizio Balestri     | Francesco Ciappi    |
| 1991 | Sergio Barbero          | Giuseppe Bellino      | Alessandro Baronti  |
| 1992 | Simone Biasci           | Francesco Casagrande  | Ivan Luna           |
| 1993 | Alessandro Baronti      | Stefano Faustini      | Luca Scinto         |
| 1994 | Andrea Vatteroni        | Alessandro Baronti    | Stefano Dante       |
| 1995 | Roberto Giucolosi       | Marino Beggi          | Dario Frigo         |
| 1996 | Gabriele Balducci       | Dario Pieri           | Alessandro Varocchi |
| 1997 | Oscar Cavagnis          | Andrea Ceccon         | Raffaele Illiano    |
| 1998 | Maurizio Bachini        | Rinaldo Nocentini     | Giacomo Puccianti   |
| 1999 | Thomas Leaper           | Eddy Ratti            | Massimo Sorice      |
| 2000 | Simone Cadamuro         | Cristian Tosoni       | Nicola Gavazzi      |
| 2001 | Nicola Pavone           | Pasquale Muto         | Samuele Vecchi      |
| 2002 | Ezio Casagrande         | Daniel Okrucinski     | Luigi Giambelli     |
| 2003 | Cristian Tosoni         | Denys Kostyuk         | Roman Luhovyy       |
| 2004 | Matej Mugerli           | Juan Pablo Magallanes | Wojciech Dybel      |
| 2005 | Alessio Signego         | Nicola Del Puppo      | Michał Gołaś        |
| 2006 | David Garbelli          | Gianluca Coletta      | Vitaliy Kondrut     |
| 2007 | Anton Rechetnikov       | Gene Bates            | Vincenzo Garofalo   |
| 2008 | Simone Stortoni         | Emanuele Vona         | Cameron Meyer       |
| 2009 | Carlos Manarelli        | Enrico Magazzini      | Matej Stare         |
| 2010 | Tomas Alberio           | Rafael Andriato       | Luke Rowe           |
| 2011 | Rafael Andriato         | Matteo Trentin        | Michele Simoni      |
| 2012 | Thomas Fiumana          | Kristian Sbaragli     | Matteo Busato       |
| 2013 | Luca Benedetti          | Thomas Fiumana        | Caleb Ewan          |
| 2014 | Matej Mugerli           | Martin Weiss          | Sergey Shilov       |
| 2015 | Gian Marco Di Francesco | Gennaro Giustino      | Davide Martinelli   |
| 2016 | Damiano Cima            | Seid Lizde            | Niko Colonna        |
| 2017 | Michael Storer          | Lucas Hamilton        | Matic Grošelj       |
| 2018 | Gregorio Ferri          | Matteo Sobrero        | Christian Scaroni   |
| 2019 | Patrick Gamper          | El Mehdi Chokri       | Paolo Baccio        |